# Красноигловск
Красноигловск — обезлюдевшая деревня в Томском районе Томской области России. Входит в состав Моряковского сельского поселения.

## География
Находится на востоке региона, на реке Обь. Состоит из обособленных кварталов.
Улица одна — Набережная.
Географическое положение
Расстояние до
областного и районного центра г. Томск: 152 км.
центра поселения с. Моряковский Затон: ? км.

## История
Известно, что деревня Красноигловск Моряковского сельсовета была официально прекращена к учёту как населенный пункт с  23.05.1988
В соответствии с Законом Томской области от 12 ноября 2004 года № 241-ОЗ деревня вошла в муниципальное образование Моряковское сельское поселение.

## Население
| 1920 | 2008 | 2009 | 2010 | 2011 | 2012 | 2013 | 2014 | 2015 |
| ---- | ---- | ---- | ---- | ---- | ---- | ---- | ---- | ---- |
| 303  | ↘0   | →0   | →0   | →0   | →0   | →0   | →0   | →0   |
| 2021 |      |      |      |      |      |      |      |      |
| ↗2   |      |      |      |      |      |      |      |      |

## Инфраструктура
Водное хозяйство.

## Транспорт
Через деревню проходит просёлочная дорога.